# 朝鮮純血主義
朝鮮純血主義是一種朝鮮半岛的激进民族主義理論，提倡朝鲜民族的祖先源自半人半神的傳說君王檀君王儉，血脈單一而純正，千百年來不受外族影響；其學說始於朝鮮日治時代，最初日本人借用納粹雅利安人血統學說，宣稱大和族和韓民族同源同宗，血統純正，藉此合理化日韓合併的格局；朝鮮反殖運動受血統學說啟發，進一步以血統論塑造朝鮮人的身分認同。 1945年後，縱使南北韓分治，但兩韓政府仍堅信純血主義，藉此推動民族主義、優越感、祖國認同和民族意識，雖然純血論在考古及基因科學上備受質疑，但至今仍左右朝鮮半島的政治和外交政策。

## 背景

### 日治時代

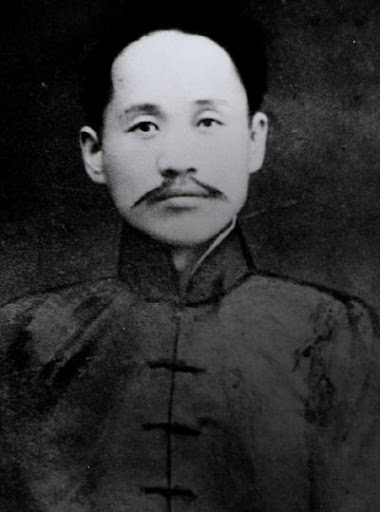
申采浩（1880–1936）的朝鮮新史觀的奠基人，強調朝鮮族是檀君的後代，經歷長時間孤立而形成獨一無二的朝鮮民族，其學說影響今天朝鮮半島的史觀

純血主義常在朝鮮半島被奉為千百年的定律，但這種血統論僅在20世紀才植根於朝鮮半島。最初源自西方有關雅利安人種的主張，這一主張又演變成納粹德國的教條。日本殖民地政府沿襲此一學說，聲稱日、朝兩族同宗，血脈純正。雖然大和民族居於大韓民族之上，但因屬同一血脈，朝鮮民族可以認祖歸宗，穿和服、寫日字、說日語、拜神道。
日本在宣传这一主张的同时，朝鮮反抗運動也一同展開。其中申采浩從朝鮮流亡中國東三省、北京及上海等地，最終在1924-25年發表影響深遠的建構歷史書《朝鮮上古史》，提出朝鮮民族始於檀君朝鮮。 申采浩一改以往朝鲜王朝将箕子朝鮮作为朝鲜半岛首個朝代的傳統史觀，突出民族历史，将高句麗的強盛，抵擋中國（隋）的入侵，视为朝鮮民族的共同驕傲，以此說明朝鮮民族有能力對抗外族入侵，反抗日本。其民族主義新史觀亦渲染朝鮮民族英雄。例如对16世紀時日本入侵朝鲜的历史描述明显淡化中国明朝派兵帮助朝鲜，而是将重点放在本民族英雄人物李舜臣的英雄事迹上。 迄今，申采浩在南北韓均被喻為「最偉大的史家」，其學說被信守不移，韩朝两国亦将檀君朝鲜作为两国历史的开端。

### 兩韓分治
1945年兩韓分治，世界局勢步入冷戰第一階段，兩韓問題成為東西兩大陣營的尖峰，最終爆發朝鮮戰爭，經歷朝鮮戰爭後，面對分裂局面，美國駐軍，純血理論進一步成為朝鮮民族的統一基礎。在純血理論中，朝鮮民族兄弟之情，血濃於水，否定純血理，也就否定民族性，否定統一、否定外族入侵。

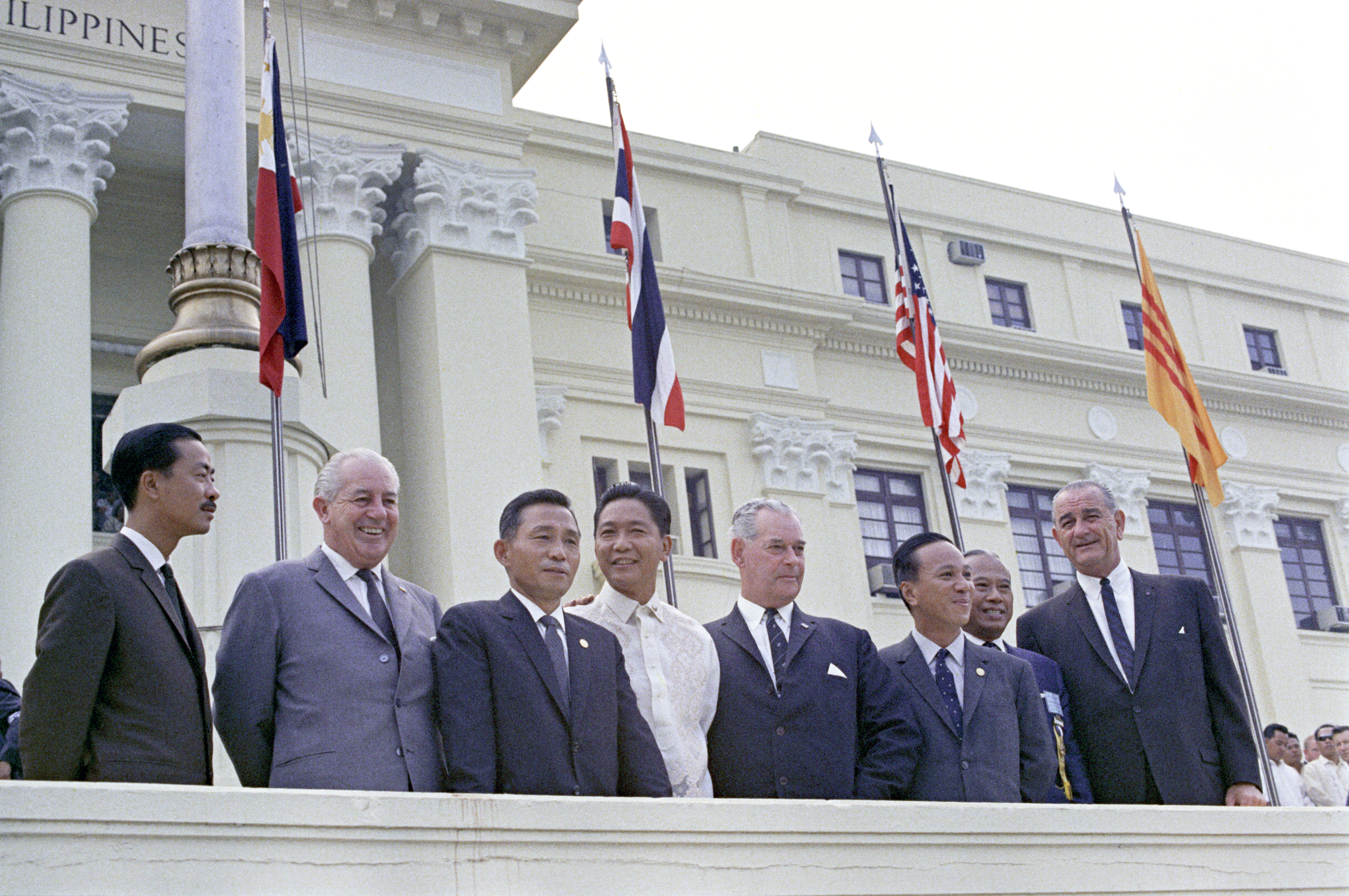
朴正熙（左三）1966年出席亞洲協防組織SEATO，該組織當時主要防範共產主義滲透

在南韓，面對共產主義赤化的威脅，純血理論得到進一步推廣；一些韓國學者
認為，在李承晩和朴正熙的獨裁年代，純血理論成為政治上有力工具，令人民在不同意識形象交纏時，仍能堅定如一，韓國亦結合純血理論，推廣民族主義，反抗赤化。在北韓，純血主義的神秘主義更為鞏固。朝鮮從1984年開始宣傳金正日的出生地是長白山，在朝鮮重建歷史中，長白山（韓文稱白頭山）被視為檀君降世的地方，朝鮮當局籍此聯繫長白山。
2008年4月韓國有學者進行官兵調查，34%人認為美國才是南韓頭號敵人，僅33%人說北韓是頭號大敵；由於兩韓理論上仍處於交戰狀態，據報政府曾意圖阻止發表調查。在北韓，類似的情況同樣出現，美國、日本是「宿敵」，但官方文獻卻很少把南韓當成主要敵人。

### 民間反應
純血主義在朝鮮半島被當作一種「防守民族主義」，以回應外侮、殖民及兩韓分治的局勢。
北韓的民意就更難評估。南韓對純血主義近年有不少討論，但議題常集中在移民政策的討論，探討韓國應更為開放，接受多元文化，而非純血論的真偽。
2007年，聯合國消除種族歧視委員會發表報告，批評韓國的單一族種意論只會影響其外交及國內生活的人，並敦促政府取消「純血」、「雜血」的字眼。南韓國家人權委員會的研究人員金素姍附和報告，表示：「甚麼叫純血，真有這回事嗎？如果有，那不純的血就是髒血？如果我們當他們當是人，根本不需要用這方法去標簽誰。」
但在純血論述中，韓國有一種悲情意識，認為純血主義是由列強入侵而起；維繫國民意識，是一種出於自衛的民族主義。亦有韓國人認為，北韓的純血主義比南韓更強烈，如果南韓不堅守這政策，統一將變得更眇茫，否定這一論理，就是出賣「大韓民族性」。

## 議題

### 虛構歷史
自1920年代申采浩發表發表《朝鮮上古史》後，正式開始了現代朝鮮的新史觀，希祈建立朝鮮族的大韓民族性，但朝鮮毗鄰中、日，又是漢字文化圈成員，四國歷史重疊之處，影響了韓國人的獨特性。回應這問題時，南韓近年出現一股更極端的新史風潮。
2002年，馬麗蘭大學研究生Sukgeun Jung在新聞組及網上論壇，以英語發表文章，聲稱漢字由韓國人發明。另一套韓國紀錄片更宣稱10000年前的朝鮮，管治今天的中、日、韓、越南、柬埔寨、老撾、緬甸、以至伊朗和伊拉克，又指朝鮮王的王子到中國創立文明，「中國歷史是始於韓國人，不是中國人」，同一時間，一部分朝鮮族遷移到中東，成為閃族，創立了璀璨的美索不達米亞文明。
這些論說在韓國毀譽參半，但1993年，北韓宣布在平壤附近找到檀君陵，在公報中說：「5000年檀君始創朝鮮，是創立朝鮮民族的一件劃時代事件，朝鮮族是同質同族的民族，在歷史中繼承著同一血液和文化。」在王陵中，當時發現一口高句麗時代的釘子，北韓拒絕獨立調查，縱使如此，這一發現又牽起南北兩韓的熱潮。2007年，南韓政府決定將這段具爭議的歷史，加入高中教材
，指出根據成書於13世紀的三國遺事記載，古朝鮮正是由檀君於公元前2333年開創。成均館大學一名不願具名的教授接受韓國最大英文報章韓國時報訪問時指，該書只說檀君的年代與堯帝重叠，並沒有說其他內容。

### 排外情緒
在南韓，有朝鮮血統的混血兒往往是被歧視和迫害的對象，即使有血源關係，也可能會遭長輩和平輩出言侮辱。就連韓國的電視連續劇也有相關的情節，有企業用混血模特兒推銷新產品，公眾竟然發起大規模的罷買運動，企圖迫使企業起用純血統的韓國模特兒。現實中，混血兒往往只能移民外國，甚至出生不久就被父母留在外國成為孤兒。韓國旅遊節目「八十後環遊世界」的主持到訪菲律賓一間孤兒院，發現院中兒童都有朝鮮血統，他們的父親是南韓人，母親是菲律賓人。南韓男人到菲律賓工作，結識當地婦女並誕下後代，但這些男人往往會跑回韓國，遺下妻子和幼兒（戈宾奴），為當地製造社會問題。
在2006年，美-非-韓混血運動員Hines Ward在超級盃上取得MVP。他到訪南韓時，雖然受到英雄式歡迎，但Hines Ward在鏡頭前也不忘喚起世人關懷混血兒，他又捐出100萬美元成立Hines Ward Helping Hands Foundation，目的是要「幫助那些像我一樣在南韓遭受歧視的混血兒」。
混血兒在就業方面也到處碰壁。他們幾乎不可能當警察和律師。
被歧視的還有那些長期在外國成長的朝鮮族人。在南韓，被稱為「韓僑」的在日韓國人和他們的後代，在回到南韓後也有可能受到歧視和迫害。他們在日本已經遭到歧視，日本政府拒絕承認他們的學歷，幾乎不可能上大學，因此也很難找到工作，一些較年輕的女性甚至淪為色情片演員。即使移民到南韓，他們受到的歧視和迫害，甚至比在日本時更嚴重。中文版朝鮮日報一篇以「看韓裔混血運動員有感」的報導，透露一些韓僑運動員視南韓為祖國，希望為國家效力，來到南韓後卻被當作日本人，遭到言語上的侮辱。甚至有同為韓僑的體育教練勸喻他們不要到南韓。2011年1月30日的亞洲盃決賽，為日本隊效力的韓僑李忠成射入關鍵性的一球，為日本奪得歷史上第四座亞洲盃冠軍獎盃。南韓球迷因此視「韓奸」，李忠成卻說他本來打算為南韓效力，卻遭到「隊友」的歧視，根本無法抒展抱負。李忠成為踏上足球事業最高峰只好選擇日本國籍。
除了韓裔混血兒和韓僑，一些南韓人也歧視在中國境內的朝鮮族人和來自北韓的脫北者。金文學作品《醜陋的韓國人》指出南韓人普遍歧視窮人，而南韓人認為來自中國和北韓的朝鮮族人都很窮，而他们又一廂情願的把南韓人當作同胞，表現十分很可笑。南韓人因此歧視和嘲笑這兩種人。